# Nino Pereira

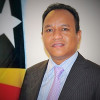
Nino Pereira

Filipus Nino Pereira (* 1974) ist ein Politiker aus Osttimor und Mitglied der Partido Democrático (PD).

## Werdegang
Wie andere Mitglieder der PD war auch Pereira ab 1995 in der Unabhängigkeitsstudentenbewegung RENETIL aktiv und nahm an diversen Demonstrationen gegen die indonesische Besatzung Osttimors teil. 1997 wurde Pereira zum RENETIL-Hauptverantwortlichen (tetum Responsavel Prinsipal RP) im indonesischen Malang gewählt. Zusammen mit anderen Unabhängigkeitsaktivisten unter den Studenten wandelte er Organisationen, wie die Ikatan Mahasiswa dan Pelajar Timor Timur (IMPETTU), dem osttimoresischen Studentenverband, in Basen der Unabhängigkeitsbewegung um. 1998 wurde Pereira Generalsekretär der DPP IMPETTU. Im Frühjahr 1999 gehörte Pereira zum Team, das die Hauptquartiere der RENETIL und IMPETTU in Dili errichtete, um Kampagnen für das anstehende Unabhängigkeitsreferendum zu unterstützen. Im Jahr 2000 war der damals 26-Jährige Pereira Führer der Jugendbewegung des CNRT.
Von 2000 bis 2001 wurde Pereira zusammen mit dem damaligen Minister für Soziales unter der Übergangsverwaltung der Vereinten Nationen (UNTAET) Filomeno Jacob und einem Team der DPP IMPETTU nach Indonesien geschickt, um Daten von osttimoresischen Universitätsstudenten zu sammeln. 1300 von ihnen konnten so ihr Studium in Indonesien beenden.
Pereira hat selbst einen Mastertitel in human resource management und economic development von der Merdeka Universität in Malang.
Von 2001 unterrichtete Pereira an der Wirtschaftsfakultät der Universidade Nasionál Timór Lorosa’e (UNTL), wo er schließlich bis zum Chef der Abteilung Wirtschaftswissenschaften & Entwicklungsstudien und Chefredakteur des UNTL-Jornals Síentífika VERITAS aufstieg. Auch bei der Universidade da Paz (UNPAZ) war er tätig. 2007 wurde Pereira Bürochef im Staatssekretariat für Jugend und Sport. Das Amt hatte er bis 2012 inne.
Am 8. August 2012 wurde Pereira in der V. konstitutionellen Regierung unter Premierminister Xanana Gusmão zum Staatssekretär für Industrie und Kooperativen vereidigt. Als Rui Maria de Araújo am 16. Februar 2015 Gusmão als Premierminister ablöste, fiel Pereira der Straffung der Regierung zum Opfer und verlor seinen Posten. Jedoch starb am 2. Juni Staats- und Bildungsminister Fernando de Araújo. Ihn ersetzte am 10. August der bisherige Handelsminister António da Conceição. Sein Stellvertreter Constâncio Pinto wurde zum Minister befördert und Pereira kehrte nun als neuer Vizeminister für Handel, Industrie und Umwelt in das Kabinett zurück.
Im März 2016 kam es zum Bruch der Koalition zwischen CNRT und PD über den Streit um den militärischen Oberbefehlshaber und dem Konflikt zwischen Regierung und Parlament einerseits und Präsident Taur Matan Ruak andererseits. Um die Stabilität der Regierung zu gewährleisten, erklärten Pereira und die anderen Mitglieder der PD im Kabinett ihren zeitweisen Parteiaustritt. Sie behielten ihre Ämter als offiziell unabhängige Politiker. Mit Antritt der VII. Regierung 2017 schied Pereira aus dem Kabinett aus.
Mit Xanana Gusmãos Antritt zu seiner zweiten Amtszeit als Premierminister wurde Pereira am 1. Juli 2023 zum Minister für Handel und Industrie in der IX. Regierung Osttimors vereidigt.